# Натанаил Симеонидис
Натанаил (на гръцки: Ναθαναήλ; на английски: Nathanael) е гръцки духовник, чикагски митрополит на Вселенската патриаршия от 2018 година.

## Биография
Роден е с името Константинос Симеонидис (Κωνσταντίνος Συμεωνίδης) в 1978 година в македонския град Солун. Замонашва се в манастира „Свети Георги Епаносифи“ на Крит. Учи богословие в Богословското училище на Светия кръст в Бостън. В 2003 година е ръкоположен за дякон от архиепископ Димитрий Американски. Служи като дякон при митрополит Методий Бостънски от 2003 до 2006 година и при архиепископ Димитрий от 2006 до 2010 година, който в същата година го ръкополага за презвитер. Служи като свещеник в църквата „Благовещение Богородично“ в Ню Йорк от 2010 до 2013 година, а след това във „Възкресение Христово“ в Бруквил и „Св. св. Константин и Елена“ в Бруклин. От 2013 до 2018 година е директор на Отдела за междуправославни връзки на Американската архиепископия.
На 7 февруари 2018 година Светият синод на Вселенската патриаршия го избира за чикагски митрополит. Ръкоположен е на 17 март 2018 година в катедралата „Света Троица“ в Ню Йорк.